# Asz-Szatra
Asz-Szatra (arab. الشطرة, Ash-Shaţrah) – miasto w południowo-wschodnim Iraku, w prowincji Zi Kar. Liczy około 70 tys. mieszkańców.